# Серра-да-Даро
Се́рра-да-Даро́ (кат. Serra de Daró, вимова літературною каталанською [sέrə də də'ɾo]) - муніципалітет, розташований в Автономній області Каталонія, в Іспанії. Код муніципалітету за номенклатурою Інституту статистики Каталонії - 171910. Знаходиться у районі (кумарці) Баш-Ампурда (коди району - 10 та BM) провінції Жирона, згідно з новою адміністративною реформою перебуватиме у складі Баґарії (округи) Жирона. 

## Назва муніципалітету
Назва муніципалітету походить від лат. sĕrra та дороманського Adaró, значення якого невідоме.

## Населення
Населення міста (у 2007 р.) становить 190 осіб (з них менше 14 років - 12,1%, від 15 до 64 - 59,5%, понад 65 років - 28,4%). У 2006 р. народжуваність склала 4 особи, смертність - 3 особи, зареєстровано 3 шлюби. У 2001 р. активне населення становило 77 осіб, з них безробітних - 3 особи.

Серед осіб, які проживали на території міста у 2001 р., 168 народилися в Каталонії (з них 131 особа у тому самому районі, або кумарці), 2 особи приїхали з інших областей Іспанії, а 14 осіб приїхало з-за кордону. 

Вищу освіту має 6% усього населення. 

У 2001 р. нараховувалося 67 домогосподарств (з них 26,9% складалися з однієї особи, 22,4% з двох осіб,22,4% з 3 осіб, 19,4% з 4 осіб, 3% з 5 осіб, 1,5% з 6 осіб, 3% з 7 осіб, 0% з 8 осіб і 1,5% з 9 і більше осіб).

Активне населення міста у 2001 р. працювало у таких сферах діяльності : у сільському господарстві - 32,4%, у промисловості - 33,8%, на будівництві - 5,4% і у сфері обслуговування - 28,4%. 

 У муніципалітеті або у власному районі (кумарці) працює 78 осіб, поза районом - 28 осіб.

### Безробіття
У 2007 р. нараховувалося 2 безробітних (у 2006 р. - 4 безробітних), з них чоловіки становили 50%, а жінки - 50%.

## Економіка

### Підприємства міста

#### Промислові підприємства
| \| Промислові підприємства міста, за сферою діяльності \| Промислові підприємства міста, за сферою діяльності \| Промислові підприємства міста, за сферою діяльності \| \| Рік \| 2002 р. \| 2001 р. \| \| --------------------------------------------------- \| --------------------------------------------------- \| --------------------------------------------------- \| \| Енергетичні та водні ресурси \| 0% \| 0% \| \| Хімія та метали \| 20% \| 20% \| \| Переробка металів \| 40% \| 40% \| \| Продукти харчування \| 40% \| 40% \| \| Текстиль \| 0% \| 0% \| \| Виробництво меблів, видання \| 0% \| 0% \| \| Інше \| 0% \| 0% \| \| Усього підприємств \| 5 \| 5 \| |         |         |
| Промислові підприємства міста, за сферою діяльності |         |         |
| Рік | 2002 р. | 2001 р. |
| Енергетичні та водні ресурси | 0%      | 0%      |
| Хімія та метали | 20%     | 20%     |
| Переробка металів | 40%     | 40%     |
| Продукти харчування | 40%     | 40%     |
| Текстиль | 0%      | 0%      |
| Виробництво меблів, видання | 0%      | 0%      |
| Інше | 0%      | 0%      |
| Усього підприємств | 5       | 5       |

#### Роздрібна торгівля
| \| Підприємства роздрібної торгівлі міста, за сферою діяльності \| Підприємства роздрібної торгівлі міста, за сферою діяльності \| Підприємства роздрібної торгівлі міста, за сферою діяльності \| \| Рік \| 2002 р. \| 2001 р. \| \| ------------------------------------------------------------ \| ------------------------------------------------------------ \| ------------------------------------------------------------ \| \| Продукти харчування \| 33,3% \| 33,3% \| \| Одяг та взуття \| 0% \| 0% \| \| Товари для дому \| 0% \| 0% \| \| Книги та періодичні видання \| 0% \| 0% \| \| Промислова хімічна продукція \| 33,3% \| 33,3% \| \| Продукція, пов'язана з транспортними засобами \| 33,3% \| 33,3% \| \| Інше \| 0% \| 0% \| \| Усього підприємств \| 3 \| 3 \| |         |         |
| Підприємства роздрібної торгівлі міста, за сферою діяльності |         |         |
| Рік | 2002 р. | 2001 р. |
| Продукти харчування | 33,3%   | 33,3%   |
| Одяг та взуття | 0%      | 0%      |
| Товари для дому | 0%      | 0%      |
| Книги та періодичні видання | 0%      | 0%      |
| Промислова хімічна продукція | 33,3%   | 33,3%   |
| Продукція, пов'язана з транспортними засобами | 33,3%   | 33,3%   |
| Інше | 0%      | 0%      |
| Усього підприємств | 3       | 3       |

#### Сфера послуг
| \| Підприємства міста, що працюють у сфері послуг, за діяльністю \| Підприємства міста, що працюють у сфері послуг, за діяльністю \| Підприємства міста, що працюють у сфері послуг, за діяльністю \| \| Рік \| 2002 р. \| 2001 р. \| \| ------------------------------------------------------------- \| ------------------------------------------------------------- \| ------------------------------------------------------------- \| \| Гуртова торгівля \| 23,1% \| 20% \| \| Готелі та готельний бізнес \| 0% \| 0% \| \| Транспорт та зв'язок \| 15,4% \| 20% \| \| Посередницькі фінансові послуги \| 0% \| 0% \| \| Послуги підприємствам \| 15,4% \| 20% \| \| Послуги фізичним особам \| 38,5% \| 30% \| \| Нерухомість та ін. \| 7,7% \| 10% \| \| Усього підприємств \| 13 \| 10 \| |         |         |
| Підприємства міста, що працюють у сфері послуг, за діяльністю |         |         |
| Рік | 2002 р. | 2001 р. |
| Гуртова торгівля | 23,1%   | 20%     |
| Готелі та готельний бізнес | 0%      | 0%      |
| Транспорт та зв'язок | 15,4%   | 20%     |
| Посередницькі фінансові послуги | 0%      | 0%      |
| Послуги підприємствам | 15,4%   | 20%     |
| Послуги фізичним особам | 38,5%   | 30%     |
| Нерухомість та ін. | 7,7%    | 10%     |
| Усього підприємств | 13      | 10      |

## Житловий фонд
У 2001 р. 3% усіх родин (домогосподарств) мали житло метражем до 59 м2, 6% - від 60 до 89 м2, 17,9% - від 90 до 119 м2 і
73,1% - понад 120 м2.

З усіх будівель у 2001 р. 16% було одноповерховими, 66% - двоповерховими, 17,9
% - триповерховими, 0% - чотириповерховими, 0% - п'ятиповерховими, 0% - шестиповерховими,
0% - семиповерховими, 0% - з вісьмома та більше поверхами.

## Автопарк
| \| Автомобілі, зареєстровані у місті, за призначенням \| Автомобілі, зареєстровані у місті, за призначенням \| Автомобілі, зареєстровані у місті, за призначенням \| \| Рік \| 2006 р. \| 2005 р. \| \| -------------------------------------------------- \| -------------------------------------------------- \| -------------------------------------------------- \| \| Приватні автомобілі \| 55,8% \| 55,7% \| \| Мотоцикли \| 5,6% \| 5,7% \| \| Вантажівки \| 31,8% \| 31,1% \| \| Трактори \| 0% \| 0% \| \| Автобуси та ін. \| 6,9% \| 7,5% \| \| Усього автомобілів \| 233 шт. \| 212 шт. \| |         |         |
| Автомобілі, зареєстровані у місті, за призначенням |         |         |
| Рік | 2006 р. | 2005 р. |
| Приватні автомобілі | 55,8%   | 55,7%   |
| Мотоцикли | 5,6%    | 5,7%    |
| Вантажівки | 31,8%   | 31,1%   |
| Трактори | 0%      | 0%      |
| Автобуси та ін. | 6,9%    | 7,5%    |
| Усього автомобілів | 233 шт. | 212 шт. |

## Вживання каталанської мови
У 2001 р. каталанську мову у місті розуміли 97,8% усього населення (у 1996 р. - 100%), вміли говорити нею 95,5% (у 1996 р. - 
98,3%), вміли читати 90,4% (у 1996 р. - 93,6%), вміли писати 71,3
% (у 1996 р. - 69,9%). Не розуміли каталанської мови 2,2%.

## Політичні уподобання
У виборах до Парламенту Каталонії у 2006 р. взяло участь 116 осіб (у 2003 р. - 120 осіб). Голоси за політичні сили розподілилися таким чином:
| \| Вибори до Парламенту Каталонії \| Вибори до Парламенту Каталонії \| Вибори до Парламенту Каталонії \| \| Рік \| 2006 р. \| 2003 р. \| \| -------------------------------------- \| ------------------------------ \| ------------------------------ \| \| Конвергенція та Єднання (CiU) \| 62,1% \| 63,3% \| \| Соціалістична партія Каталонії (PSC) \| 11,2% \| 7,5% \| \| Народна партія (PP) \| 3,4% \| 4,2% \| \| Ініціатива за Каталонію — Зелені (ICV) \| 0% \| 2,5% \| \| Республіканська лівиця Каталонії (ERC) \| 15,5% \| 21,7% \| \| Громадяни — Громадянська партія (C's) \| 0% \| 0% \| \| Інші \| 7,8% \| 0,8% \| |         |         |
| Вибори до Парламенту Каталонії |         |         |
| Рік | 2006 р. | 2003 р. |
| Конвергенція та Єднання (CiU) | 62,1%   | 63,3%   |
| Соціалістична партія Каталонії (PSC) | 11,2%   | 7,5%    |
| Народна партія (PP) | 3,4%    | 4,2%    |
| Ініціатива за Каталонію — Зелені (ICV) | 0%      | 2,5%    |
| Республіканська лівиця Каталонії (ERC) | 15,5%   | 21,7%   |
| Громадяни — Громадянська партія (C's) | 0%      | 0%      |
| Інші | 7,8%    | 0,8%    |